# Liste du patrimoine mondial transfrontalier
Cet article recense les sites transfrontaliers protégés au patrimoine mondial.

## Statistiques
En août 2021, le patrimoine mondial compte 40 sites transfrontaliers, concernant 66 pays (et 3,5 % des 1 154 sites protégés dans le monde) : 21 sites culturels, 16 sites naturels et 3 sites mixtes. L'un de ces sites, la réserve naturelle intégrale du Mont Nimba (Côte d'Ivoire et Guinée), est en péril.
La typologie des sites transfrontaliers est diverse : il peut s'agir par exemple d'une même zone protégée qui s'étend de part et d'autre d'une frontière, comme de biens en série, c'est-à-dire un ensemble de sites distincts, reliés par un même thême.
La répartition des sites en fonction du nombre de pays est la suivante :
- 2 pays : 27 sites
- 3 pays : 6 sites
- 4 pays : 1 sites
- 6 pays : 2 sites
- 7 pays : 2 sites
- 10 pays : 1 site
- 18 pays : 1 site

## Liste

### Patrimoine mondial
| Sites | Nbr. de pays | Pays | Type     | Réf. | Notes |
| --- | ------------ | --- | -------- | ---- | --- |
| Parc Maloti-Drakensberg (en) | 2            | Afrique du Sud, Lesotho | Mixte    | 985  | Une zone protégée contiguë de part et d'autre de la frontière, comprenant : - Afrique du Sud : parc du Drakensberg - Lesotho : parc national de Sehlabathebe |
| Forêts primaires de hêtres des Carpates et d'autres régions d'Europe                                                                                                  | 18           | Albanie, Allemagne, Autriche, Belgique, Bosnie-Herzégovine, Bulgarie, Croatie, Espagne, France, Italie, Macédoine du Nord, Pologne, Roumanie, Slovaquie, Slovénie, Suisse, Tchéquie, Ukraine | Naturel  | 1133 | 94 forêts distinctes : - Albanie : 2 forêts - Allemagne : 5 - Autriche : 5 - Belgique : 5 - Bosnie-Herzégovine : 1 - Bulgarie : 9 - Croatie : 3 - Espagne : 6 - France: 3 - Italie : 14 - Macédoine du Nord : 1 - Pologne : 4 - Roumanie : 12 - Slovaquie : 4 - Slovénie : 2 - Suisse : 2 - Tchéquie : 1 - Ukraine : 15 |
| Patrimoine naturel et culturel de la région d'Ohrid | 2            | Albanie, Macédoine du Nord | Mixte    | 99   | Une seule zone protégée à cheval sur la frontière, recouvrant la totalité du lac d'Ohrid et son rivage côté macédonien |
| L'œuvre architecturale de Le Corbusier, une contribution exceptionnelle au Mouvement Moderne                                                                          | 7            | Allemagne, Argentine, Belgique, France, Inde, Japon, Suisse | Culturel | 1321 | 17 réalisations architecturales : - Allemagne : 1 - Argentine : 1 - Belgique : 1 - France : 10 - Inde : 1 - Japon : 1 - Suisse : 2 |
| Sites palafittiques préhistoriques autour des Alpes | 6            | Allemagne, Autriche, France, Italie, Slovénie, Suisse | Culturel | 1363 | 111 sites : - Allemagne : 18 sites - Autriche : 5 - France : 11 - Italie : 19 - Suisse : 56 - Slovénie : 2 |
| La mer des Wadden | 3            | Allemagne, Danemark, Pays-Bas | Naturel  | 1314 | 8 sites protégés : - Allemagne : 4 sites - Danemark : 2 - Pays-Bas : 2 |
| Parc de Muskau / Parc Mużakowski | 2            | Allemagne, Pologne | Culturel | 1127 | Un site contigu, de part et d'autre de la frontière |
| Région minière Erzgebirge/Krušnohoří | 2            | Allemagne, Tchéquie | Culturel | 1478 | 22 sites distincts : - Allemagne : 17 sites - Tchéquie : 5 |
| Frontières de l'Empire romain | 2            | Allemagne, Royaume-Uni | Culturel | 430  | 414 sites distincts : - Allemagne : 221 sites - Royaume-Uni : 193 |
| Qhapaq Ñan, réseau de routes andin | 6            | Argentine, Bolivie, Chili, Colombie, Équateur, Pérou | Culturel | 1459 | 137 sites distincts : - Argentine : 13 sites - Bolivie : 3 - Chili : 34 - Colombie : 9 - Équateur : 24 - Pérou : 58 |
| Missions jésuites des Guaranis : San Ignacio Mini, Santa Ana, Nuestra Señora de Loreto et Santa María la Mayor (Argentine), ruines de Sao Miguel das Missoes (Brésil) | 2            | Argentine, Brésil | Culturel | 275  | 5 sites : - Argentine : 4 sites - Brésil : 1 |
| Paysage culturel de Fertö / Neusiedlersee | 2            | Autriche, Hongrie | Culturel | 772  | Une seule zone contiguë à cheval sur la frontière, comprenant le lac de Neusiedl et son rivage |
| Beffrois de Belgique et de France | 2            | Belgique, France | Culturel | 943  | 56 beffrois distincts : - Belgique : 33 - France : 23 |
| Complexe W-Arly-Pendjari | 3            | Bénin, Burkina Faso, Niger | Naturel  | 749  | Une seule zone contigüe à cheval sur les trois pays, regroupant entre autres : - Bénin : parc national du W, parc national de la Pendjari - Burkina Faso : parc national du W, réserve totale de faune d'Arly - Niger : parc national du W                                                                              |
| Arc géodésique de Struve | 10           | Biélorussie, Estonie, Russie, Finlande, Lettonie, Lituanie, Norvège, Moldavie, Suède, Ukraine                                                                                                | Culturel | 1187 | 34 sites distincts : - Biélorussie : 5 sites - Estonie : 3 - Finlande : 6 - Lettonie : 2 - Lituanie : 3 - Moldavie : 1 - Norvège : 4 - Russie : 2 - Suède : 4 - Ukraine : 4 |
| Forêt Bialowieza | 2            | Biélorussie, Pologne | Naturel  | 33   | Une seule zone contiguë, à cheval sur la frontière |
| Cimetières de tombes médiévales stećci | 4            | Bosnie-Herzégovine, Croatie, Monténégro, Serbie | Culturel | 1504 | 28 sites distincts : - Bosnie-Herzégovine : 20 sites - Croatie : 2 - Monténégro : 3 - Serbie : 3 |
| Trinational de la Sangha | 3            | Cameroun, République centrafricaine, République du Congo | Naturel  | 1380 | Une zone contiguë regroupant : - Cameroun : parc national de Lobéké - République centrafricaine : parc national Dzanga-Ndoki - République du Congo : parc national de Nouabalé-Ndoki |
| Kluane / Wrangell-St. Elias / Glacier Bay / Tatshenshini-Alsek | 2            | Canada, États-Unis | Naturel  | 72   | Une zone contiguë regroupant : - Canada : parc national et réserve de parc national de Kluane et parc provincial de Tatshenshini-Alsek - États-Unis : parc national de Wrangell–Saint-Élie et parc national de Glacier Bay                                                                                              |
| Parc international de la paix Waterton-Glacier | 2            | Canada, États-Unis | Naturel  | 354  | Une zone contiguë regroupant : - Canada : parc national des Lacs-Waterton - États-Unis : parc national de Glacier |
| Routes de la soie : le réseau de routes du corridor de Chang'an-Tian-shan                                                                                             | 3            | Chine, Kazakhstan, Kirghizistan | Culturel | 1442 | 33 sites distincts : - Chine : 22 sites - Kazakhstan : 8 - Kirghizistan : 3 |
| Réserves de la cordillère de Talamanca-La Amistad / Parc national La Amistad                                                                                          | 2            | Costa Rica, Panama | Naturel  | 205  | Comprend le parc international La Amistad, à cheval sur les deux pays, ainsi que 6 autres zones protégées au Costa Rica |
| Réserve naturelle intégrale du Mont Nimba | 2            | Côte d'Ivoire, Guinée | Naturel  | 155  | Une zone contiguë, à cheval sur la frontière |
| Ouvrages de défense vénitiens du XVIe au XVIIe siècle : Stato da Terra - Stato da Mar occidental                                                                      | 3            | Croatie, Italie, Monténégro | Culturel | 1533 | 6 sites distincts : - Croatie : 2 sites - Italie : 3 - Monténégro : 1 |
| Pyrénées - Mont Perdu | 2            | Espagne, France | Mixte    | 773  | Une zone contiguë, à cheval sur la frontière |
| Sites d'art rupestre préhistorique de la vallée de Côa et de Siega Verde                                                                                              | 2            | Espagne, Portugal | Culturel | 866  | 17 sites distincts : - Espagne : 1 site (Siega Verde) - Portugal : 16 sites (vallée de Côa) |
| Patrimoine du mercure. Almadén et Idrija | 2            | Espagne, Slovénie | Culturel | 1313 | 12 sites distincts : - Espagne : 5 sites - Slovénie : 7 sites |
| Haute Côte / Archipel de Kvarken (sv) | 2            | Finlande, Suède | Naturel  | 898  | 3 zones distinctes : - Finlande : 2 zones (archipel de Kvarken) - Suède : 1 zone (Haute Côte) |
| Cercles mégalithiques de Sénégambie | 2            | Gambie, Sénégal | Culturel | 1226 | 4 sites distincts : - Gambie : 2 sites - Sénégal : 2 sites |
| Grottes du karst d'Aggtelek et du karst de Slovaquie | 2            | Hongrie, Slovaquie | Naturel  | 725  | 7 sites distincts : - Hongrie : 4 sites - Slovaquie : 3 sites |
| Monte San Giorgio | 2            | Italie, Suisse | Naturel  | 1090 | Une zone contiguë, à cheval sur la frontière |
| Chemin de fer rhétique dans les paysages de l’Albula et de la Bernina                                                                                                 | 2            | Italie, Suisse | Culturel | 1276 | Une zone contiguë, à cheval sur la frontière |
| Centre historique de Rome, les biens du Saint-Siège situés dans cette ville bénéficiant des droits d'extra-territorialité et Saint-Paul-hors-les-Murs                 | 2            | Italie, Vatican | Culturel | 91   | 16 biens distincts, certains se chevauchant : - Italie : centre historique de Rome et biens situés sur son territoire mais propriétés du Saint-Siège - Vatican : palais du Saint-Office |
| Tien Shan occidental | 3            | Kazakhstan, Kirghizistan, Ouzbékistan | Naturel  | 1490 | 13 sites distincts : - Kazakhstan : 7 - Kirghizistan : 4 - Ouzbékistan : 2 |
| Isthme de Courlande | 2            | Lituanie, Russie | Culturel | 994  | Une zone contiguë, à cheval sur la frontière |
| Bassin d'Ubs Nuur | 2            | Mongolie, Russie | Naturel  | 769  | 12 sites distincts : - Mongolie : 5 sites - Russie : 7 |
| Paysages de la Dauria (de) | 2            | Mongolie, Russie | Naturel  | 1448 | 5 sites distincts : - Mongolie : 3 - Russie : 2 |
| Tserkvas en bois de la région des Carpates en Pologne et en Ukraine                                                                                                   | 2            | Pologne, Ukraine | Culturel | 1424 | 16 églises distinctes : - Pologne : 8 églises - Ukraine : 8 |
| Mosi-oa-Tunya / Chutes Victoria | 2            | Zambie, Zimbabwe | Naturel  | 509  | Une zone contiguë, à cheval sur la frontière |
| Grandes villes d'eaux d'Europe | 7            | Allemagne, Autriche, Belgique, France, Italie, Royaume-Uni, Tchéquie | Culturel | 1613 | 11 villes : - Allemagne et Tchéquie : 3 - Autriche, Belgique, France, Italie et Royaume-Uni : 1 |
| Colonies de bienfaisance | 2            | Belgique, Pays-Bas | Culturel | 1555 | 3 sites : - Pays-Bas : 2 - Belgique : 1 |
| Frontières de l'Empire romain – le limes de Germanie inférieure | 2            | Allemagne, Pays-Bas | Culturel | 1631 | 102 sites : - Allemagne : 63 - Pays-Bas : 39 |
| Les frontières de l'Empire romain - le limes du Danube (en) (segment occidental)                                                                                      | 3            | Allemagne, Autriche, Slovaquie | Culturel | 1608 | 77 sites distincts : - Allemagne : 24 - Autriche : 47 - Slovaquie : 6 |

### Cas particuliers
Certains doublets de sites, inscrits de façon distincte, pourraient néanmoins correspondre à des sites transfrontaliers.
| Sites                                                               | Pays             | Type     | Réf. | Notes |
| ------------------------------------------------------------------- | ---------------- | -------- | ---- | --- |
| Parc national d'Iguazú                                              | Argentine        | Naturel  | 303  | Les deux parcs nationaux, qui correspondent aux parties argentine et brésilienne des chutes d'Iguazú, ont été inscrites à deux ans d’intervalle.                                                                        |
| Parc national de l'Iguaçu                                           | Brésil           | Naturel  | 355  | Les deux parcs nationaux, qui correspondent aux parties argentine et brésilienne des chutes d'Iguazú, ont été inscrites à deux ans d’intervalle.                                                                        |
| Parc national des Sundarbans                                        | Inde             | Naturel  | 452  | La partie bengalie des Sundarbans a été inscrite dix ans après la partie indienne. |
| Les Sundarbans                                                      | Bangladesh       | Naturel  | 798  | La partie bengalie des Sundarbans a été inscrite dix ans après la partie indienne. |
| Capitales et tombes de l'ancien royaume de Koguryo                  | Chine            | Culturel | 1135 | Le site chinois comprend trois capitales du royaume de Koguryo (Wunu, Guonei et Wandu) et 40 tombeaux. Le site nord-coréen comprend 12 tombeaux royaux. Les deux sites ont été inscrits la même année, mais séparément. |
| Ensemble des tombes de Koguryo                                      | Corée du Nord    | Culturel | 1091 | Le site chinois comprend trois capitales du royaume de Koguryo (Wunu, Guonei et Wandu) et 40 tombeaux. Le site nord-coréen comprend 12 tombeaux royaux. Les deux sites ont été inscrits la même année, mais séparément. |
| Terre de l'encens                                                   | Oman             | Culturel | 1010 | Le site omani a été inscrit en 2000, le site israélien en 2005. Les deux sont liés à la route de l'encens. |
| Villes du désert du Néguev sur la route de l'encens                 | Israël           | Culturel | 1107 | Le site omani a été inscrit en 2000, le site israélien en 2005. Les deux sont liés à la route de l'encens. |
| Églises en bois du Maramureș                                        | Roumanie         | Culturel | 904  | Le site roumain est inscrit en 1999, le site polonais en 2003, le site slovaque en 2008, le site polono-ukrainien en 2013.                                                                                              |
| Églises en bois du sud de la Petite Pologne                         | Pologne          | Culturel | 1053 | Le site roumain est inscrit en 1999, le site polonais en 2003, le site slovaque en 2008, le site polono-ukrainien en 2013.                                                                                              |
| Églises en bois de la partie slovaque de la zone des Carpates       | Slovaquie        | Culturel | 1273 | Le site roumain est inscrit en 1999, le site polonais en 2003, le site slovaque en 2008, le site polono-ukrainien en 2013.                                                                                              |
| Tserkvas en bois de la région des Carpates en Pologne et en Ukraine | Pologne, Ukraine | Culturel | 1424 | Le site roumain est inscrit en 1999, le site polonais en 2003, le site slovaque en 2008, le site polono-ukrainien en 2013.                                                                                              |

### Listes indicatives
Les sites suivants, inscrits sur les listes indicatives nationales, sont également indiqués comme transfrontaliers par l'Unesco :
| Sites                                                                      | Nbr. de pays | Pays                                     | Réf.                         | Notes                                                           |
| -------------------------------------------------------------------------- | ------------ | ---------------------------------------- | ---------------------------- | --------------------------------------------------------------- |
| Aires protégées du karoo succulent                                         | 2            | Afrique du Sud, Namibie                  | 5458, 6097                   |                                                                 |
| Sites funéraires et mémoriels de la Première Guerre mondiale (front ouest) | 2            | Belgique, France                         | 5886, 5884                   | 105 sites distincts : - Belgique : 25 sites - France : 80 sites |
| Monts Oban / parc national de Korup                                        | 2            | Cameroun, Nigeria                        | 6313, 493                    |                                                                 |
| Paysage culturel du lac Tchad                                              | 4            | Cameroun, Niger, Nigeria, Tchad          | 6318, 6368, 6359, 6360, 6361 |                                                                 |
| Les Alpes de la Méditerranée                                               | 3            | France, Italie, Monaco                   | 6178, 6181, 6180             | 8 zones distinctes                                              |
| Archipel des Grenadines                                                    | 2            | Grenade, Saint-Vincent-et-les-Grenadines | 5845, 5750                   |                                                                 |
| Delta de l'Okavango                                                        | 1            | Namibie                                  | 6098                         | Extension du site du même nom, patrimoine mondial au Botswana   |